# Håkanskär, Norrtälje kommun

Håkanskär är en ö i Vätö socken, Norrtälje kommun, i norra delen av Norrarm.
Området runt ön utnyttjades troligen på medeltiden för kronofiske. Enligt uppgifter skall det tidigare ha funnits sammanlagt 28 sjöbodar på Lilla Hämtan, Norruddarna, Himmelskär, Vattungarna och Håkanskär. Bengt Bengtsson Oxenstierna begärde 1640 att få intyg på att Håkansskär tillhörde honom, vilket ledde till klagomål bland annat från fiskarna i Norrtälje som fick betala för att fiska här. En av de mest betydande hamnarna för fisket i området låg på Håkansskär där ännu ristningar och rester efter hamnar kan ses. Var tredje eller fjärde månad under sommarfisken kom Vätö sockenpräst hit för att predika.